# Tachiramastax
Tachiramastax är ett släkte av insekter. Tachiramastax ingår i familjen Eumastacidae.
Kladogram enligt Catalogue of Life:
| Tachiramastax | \| \| Tachiramastax ampullacea \| \| \| \| \| \| Tachiramastax aragua \| \| \| \| \| \| Tachiramastax colombiae \| \| \| \| \| \| Tachiramastax fernandezi \| \| \| \| \| \| Tachiramastax mirandana \| \| \| \| \| \| Tachiramastax trifida \| \| \| \| |
|               | \| \| Tachiramastax ampullacea \| \| \| \| \| \| Tachiramastax aragua \| \| \| \| \| \| Tachiramastax colombiae \| \| \| \| \| \| Tachiramastax fernandezi \| \| \| \| \| \| Tachiramastax mirandana \| \| \| \| \| \| Tachiramastax trifida \| \| \| \| |
|               | Tachiramastax ampullacea |
|               | |
|               | Tachiramastax aragua |
|               | |
|               | Tachiramastax colombiae |
|               | |
|               | Tachiramastax fernandezi |
|               | |
|               | Tachiramastax mirandana |
|               | |
|               | Tachiramastax trifida |
|               | |